# Фергюсон, Кит
Кит Фе́ргюсон (англ. Keith Ferguson; род. 26 февраля 1972, Лос-Анджелес, Калифорния) — американский актёр озвучивания.

## Биография
Кит Джеймс Фергюсон родился 26 февраля 1972 года в Лос-Анджелесе, там же прошло всё его детство. Обучался в Тихоокеанском университете и в Университете Южной Калифорнии. Его мать занимается недвижимостью, отец (1936—1999) был пианистом.
Кит начал озвучивать персонажей мультфильмов и видеоигр с 2003 года, и к апрелю 2025 года на его счету уже около 340 работ в кино, на телевидении и в индустрии компьютерных игр.
В 2007 году номинировался на «Энни» в категории «Лучшее озвучивание анимационной телепродукции» за работу в мультсериале «Фостер: Дом для друзей из мира фантазий», но не получил награды.

## Избранные работы

### Озвучивание мультфильмов и мультсериалов
- 2004—2009 — Фостер: Дом для друзей из мира фантазий / Foster's Home for Imaginary Friends — Блурегард Кью Казу (в 57 эпизодах)
- 2005, 2007 — Гриффины / Family Guy — разные персонажи (в 3 эпизодах)
- 2006 — Бэмби 2 / Bambi II — Дядюшка Филин
- 2006 — Ultimate Мстители / Ultimate Avengers — второстепенные персонажи
- 2006 — Хеллбой: Меч Штормов[англ.] / Hellboy: Sword of Storms — второстепенные персонажи
- 2007, 2009, 2011, 2012 — Робоцып / Robot Chicken — Хан Соло / Индиана Джонс / прочие персонажи (в 6 эпизодах)
- 2008—2012 — Байки Мэтра / Cars Toons — автомобиль Молния Маккуин (в 11 эпизодах)
- 2010, 2012 — Мстители. Величайшие герои Земли / The Avengers: Earth's Mightiest Heroes — генерал Тандерболт Росс / полицейский (в 3 эпизодах)
- 2010—2013 — Псих / Mad — Хан Соло / Николас Кейдж / Индиана Джонс / Халк / Капитан Америка / прочие персонажи (в 35 эпизодах)
- 2011 — Бэтмен: Год первый / Batman: Year One — Джефферсон Скиверс
- 2012 — Гравити Фолз / Gravity Falls — Дурланд, полицейский / второстепенные персонажи (в 11 эпизодах)
- 2013—2016 — С приветом по планетам / Wander Over Yonder — лорд Злыдень (в 42 эпизодах)
- 2024 — Looney Tunes: Космическое вторжение / The Day the Earth Blew Up: A Looney Tunes Movie — Жвачка

### Озвучивание видеоигр
- 2003 — Истории Симфонии / テイルズ オブ シンフォニア — второстепенные персонажи (в англоязычном дубляже)
- 2004 — Хроники Риддика: Побег из Бухты Мясника / The Chronicles of Riddick: Escape from Butcher Bay — стражник (в англоязычном дубляже)
- 2004 — Doom 3 — второстепенные персонажи
- 2004 — Терминатор 3: Искупление[англ.] / Terminator 3: The Redemption — Джон Коннор / пилот / голоса Техкома
- 2004 — Men of Valor — чёрный пехотинец / пилот
- 2004 — EverQuest II — Generic Racial Ecology / Арвен Ошус
- 2004 — Metal Gear Solid 3: Snake Eater / メタルギアソリッド3 — солдат (в англоязычном дубляже)
- 2005 — Бог войны / God of War — капитан лодки / греческий солдат
- 2005 — Хищник: Бетонные джунгли / Predator: Concrete Jungle — второстепенные персонажи
- 2005 — Мадагаскар / Madagascar — король Джулиан, полярный медведь, лемур на кротовой поляне, страус
- 2005 — Уничтожить всех людей![англ.] / Destroy All Humans! — солдат / учёный / житель пригорода
- 2005 — Легенды Людей-Икс II: Восход Апокалипсиса / X-Men Legends II: Rise of Apocalypse — Гризли
- 2005 — Страдание: Кровные узы / The Suffering: Ties That Bind — Хейра
- 2005 — Матрица: Путь Нео / The Matrix: Path of Neo — оператор Линк / Насекомое / гражданский
- 2006 — Dirge of Cerberus: Final Fantasy VII / ダージュ オブ ケルベロス ファイナルファンタジーVII — второстепенные персонажи (в англоязычном дубляже)
- 2006 — Final Fantasy XII / ファイナルファンタジーXII — Баш фон Ронзенбург
- 2006 — Пираты Карибского моря: Легенда Джека Воробья / Pirates of the Caribbean: The Legend of Jack Sparrow — Эль-Гранде / Пекено / второстепенные персонажи
- 2006 — Аватар: Последний маг воздуха[англ.] / Avatar: The Last Airbender — второстепенные персонажи
- 2006 — Уничтожить всех людей! 2[англ.] / Destroy All Humans! 2 — полицейские и солдаты Бэй-Сити
- 2006 — Властелин Колец: Битва за Средиземье 2 / The Lord of the Rings: The Battle for Middle-earth II — Моргомир
- 2007 — Бог войны 2 / God of War II — капитан лодки
- 2007 — Могучие Рейнджеры: Супер-легенды[англ.] / Power Rangers: Super Legends — Рейнджер «Зелёная Галактика» / Рейнджер «Зелёный Самурай»
- 2007 — F.E.A.R. Perseus Mandate — лейтенант Стив Чен / второстепенные персонажи
- 2007 — Cars Mater-National — автомобиль Молния Маккуин
- 2007 — Потерянная одиссея / ロストオデッセイ — Кайм Аргонар (в англоязычном дубляже)
- 2008 — Невероятный Халк / The Incredible Hulk — человек-рентген / солдат / Bi-Beast's Top Head
- 2008 — Лего-Бэтмен / Lego Batman — Альфред Пенниуорт / спецуполномоченный Гордон
- 2008 — Зов долга: Мир в войне / Call of Duty: World at War — американский солдат
- 2008 — Dissidia: Final Fantasy / ディシディア ファイナルファンタジー — Габрант
- 2009 — Сопротивление: Возмездие[англ.] / Resistance: Retribution — боец-маки / британский командующий / Кловен Скримс
- 2009 — Дурная репутация / Infamous — второстепенные персонажи
- 2009 — Королевство Сердец: 358/2 дней / キングダム ハーツ 358/2 Days — Марлуксия (в англоязычном дубляже)
- 2009 — Бэтмен: Лечебница Аркхэм / Batman: Arkham Asylum — лунатик / доктор Стивен Келлерман / голос в телевизоре
- 2009 — Марвел: Последний Альянс 2 / Marvel: Ultimate Alliance 2 — Скорчер
- 2009 — Век Дракона: Начало / Dragon Age: Origins — пятнадцать персонажей
- 2009 — Аватар / James Cameron’s Avatar: The Game — Далтон / На’ви / RDA
- 2010 — Mass Effect 2 — Никет / второстепенные персонажи
- 2010 — Warhammer 40,000: Dawn of War II — Chaos Rising — пять персонажей
- 2010 — Затерянная планета 2 / Lost Planet 2 — второстепенные персонажи
- 2011 — Warhammer 40,000: Dawn of War II — Retribution — девять персонажей
- 2011 — Век Дракона 2 / Dragon Age II — Арваарад / второстепенные персонажи
- 2011 — Герои Силы и Магии 6 / Might & Magic Heroes VI — Уриэль
- 2011 — Дурная репутация 2 / Infamous 2 — Милиция / Ледяные Парни / прохожие
- 2011 — Тачки 2 / Cars 2 — автомобиль Молния Маккуин
- 2011 — Капитан Америка: Супер-солдат / Captain America: Super Soldier — Красный Череп
- 2011 — Saints Row: The Third — второстепенные персонажи
- 2011 — Final Fantasy XIII-2 / ファイナルファンタジーXIII-2 — второстепенные персонажи (в англоязычном дубляже)
- 2012 — Прототип 2 / Prototype 2 — второстепенные персонажи
- 2012 — Lollipop Chainsaw — второстепенные персонажи
- 2012 — Darksiders II — Каргон / Принц Тьмы
- 2013 — Бог войны: Восхождение / God of War: Ascension — капитан лодки
- 2013 — Deadpool — Злыдень, Фазер, доставщик пиццы
- 2013 — Disney Infinity — Молния Маккуин
- 2013 — Saints Row IV — голос виртуального Стилпорта
- 2013 — Kingdom Hearts HD 1.5 Remix — Марлуксия (в англоязычном дубляже)
- 2013 — Skylanders: Swap Force — второстепенные персонажи
- 2014 — The Lego Movie Videogame — Эммет, Лорд Бизнес, Робот #2
- 2014 — Lightning Returns: Final Fantasy XIII — второстепенные персонажи (в англоязычном дубляже)
- 2014 — Destiny — Лорд Саладин, городские жители
- 2014 — World of Warcraft: Warlords of Draenor — второстепенные персонажи
- 2014 — Kingdom Hearts HD 2.5 Remix[англ.] — Марлуксия (в англоязычном дубляже)
- 2015 — Lego Jurassic World — второстепенные голоса
- 2015 — Batman: Arkham Knight — второстепенные голоса
- 2015 — Disney Infinity 3.0[англ.] — Молния Маккуин
- 2016 — Overwatch — Жнец